# Linea Ohmi Yōkaichi
La  linea Ohmi Yōkaichi (近江鉄道本線線?, Ōmi Tetsudō hon-sen) delle Ferrovie Ohmi è una linea ferroviaria regionale di circa 9 km a scartamento ridotto di 1067 mm che collega Higashiōmi con Ōmihachiman. La ferrovia è elettrificata a 1500 V in corrente continua ed è interamente a singolo binario, con 7 stazioni inclusi i capolinea.

## Stazioni
- Tutte le stazioni si trovano nella prefettura di Shiga
- Tutti i treni fermano in tutte le stazioni

| Stazione      | Giapponese | Distanza interst. | Distanza totale | Collegamenti                            | Posizione   |
| ------------- | ---------- | ----------------- | --------------- | --------------------------------------- | ----------- |
| Yōkaichi      | 八日市     | -                 | 0.0             | Linea Ohmi principale                   | Higashiōmi  |
| Shin-Yōkaichi | 新八日市   | 0.6               | 0.6             |                                         | Higashiōmi  |
| Tarō Bogū-mae | 太郎坊宮前 | 0.7               | 1.3             |                                         | Higashiōmi  |
| Ichinobe      | 市辺       | 1.7               | 3.0             |                                         | Higashiōmi  |
| Hirata        | 平田       | 2.0               | 5.0             |                                         | Higashiōmi  |
| Musa          | 武佐       | 1.5               | 6.5             |                                         | Ōmihachiman |
| Ōmi-Hachiman  | 近江八幡   | 2.8               | 9.3             | Linea principale Tōkaidō (Linea Biwako) | Ōmihachiman |